# 第69回カンヌ国際映画祭
第69回カンヌ国際映画祭（だい69かいカンヌこくさいえいがさい）は、2016年5月11日から22日にかけて開催された。

## 概要
コンペティション部門の審査員長はオーストラリアの映画監督ジョージ・ミラーが務めた。また、ある視点部門の審査員長はスイスの女優マルト・ケラー、シネファウンデーションおよび短編部門の審査員長は、日本の映画監督である河瀨直美、カメラ・ドールの審査員長はフランスの映画監督カトリーヌ・コルシニが務めた。
開会式および閉会式の司会は、前年のランベール・ウィルソンに代わり、同じくフランスの俳優であるローラン・ラフィットが務めた。
公式ポスターはジャン＝リュック・ゴダールの映画『軽蔑』(1963年)からのワンシーンがフィーチャーされている。
パルム・ドールはケン・ローチ監督のイギリス映画『わたしは、ダニエル・ブレイク』に贈られた。同作は本映画祭のクロージング作品でもあり、ローチ自身にとって2006年の第59回本映画祭に出品された『麦の穂をゆらす風』以来2度目のパルム・ドール受賞となる。名誉パルム・ドールはフランスの俳優ジャン＝ピエール・レオーに贈られた。

## 公式選出
2016年4月11日に短編映画およびシネファウンデーションに出品される映画作品のリストが発表されたのち、コンペティション部門、ある視点部門、コンペティション外に出品される映画作品のリストが、2016年4月14日に記者会見にて発表された。4月22日、追加出品作品のリストが発表され、『セールスマン』『最後の追跡』『ブラッド・ファーザー』『Wrong Elements』『La Forêt de Quinconces』『شوف Chouf』の6作品が新たに追加されることとなった。

### コンペティション部門
コンペティション部門では以下の作品が上映された。
| 日本語題                      | 原題                  | 監督                                              | 製作国                  |
| ----------------------------- | --------------------- | ------------------------------------------------- | ----------------------- |
| アメリカン・ハニー            | American Honey        | アンドレア・アーノルド                            | イギリス                |
| アクエリアス                  | Aquarius              | クレーベル・メンドンサ・フィリョ                  | ブラジル                |
| エリザのために                | Bacalaureat           | クリスティアン・ムンジウ                          | ルーマニア · フランス   |
| エル ELLE                     | Elle                  | ポール・ヴァーホーヴェン                          | フランス ドイツ         |
| 午後8時の訪問者               | La Fille inconnue     | ジャン＝ピエール・ダルデンヌ リュック・ダルデンヌ | ベルギー                |
| セールスマン                  | فروشنده Forushande    | アスガー・ファルハディ                            | イラン                  |
| お嬢さん                      | 아가씨 The Handmaiden | パク・チャヌク                                    | 韓国                    |
| わたしは、ダニエル・ブレイク  | I, Daniel Blake       | ケン・ローチ                                      | イギリス                |
| ジュリエッタ                  | Julieta               | ペドロ・アルモドヴァル                            | スペイン                |
| たかが世界の終わり            | Juste la fin du monde | グザヴィエ・ドラン                                | フランス カナダ         |
| ラスト・フェイス              | The Last Face         | ショーン・ペン                                    | アメリカ合衆国          |
| ラビング 愛という名前のふたり | Loving                | ジェフ・ニコルズ                                  | アメリカ合衆国 イギリス |
| 愛を綴る女                    | Mal de pierres        | ニコール・ガルシア                                | フランス                |
|                               | Ma loute              | ブリュノ・デュモン                                | フランス                |
| ローサは密告された            | Ma' Rosa              | ブリランテ・メンドーサ                            | フィリピン              |
| ネオン・デーモン              | The Neon Demon        | ニコラス・ウィンディング・レフン                  | アメリカ合衆国          |
| パターソン                    | Paterson              | ジム・ジャームッシュ                              | アメリカ合衆国          |
| パーソナル・ショッパー        | Personal Shopper      | オリヴィエ・アサヤス                              | フランス                |
| 垂直のまま                    | Rester vertical       | アラン・ギロディ                                  | フランス                |
| シエラネバダ                  | Sieranevada           | クリスティ・プイウ                                | ルーマニア              |
| ありがとう、トニ・エルドマン  | Toni Erdmann          | マーレン・アデ                                    | ドイツ                  |

### ある視点部門
ある視点部門では以下の作品が上映された。オープニング作品はモハメド・ディアブ監督の『اشتباك Eshtebak』である。
| 日本語題                       | 原題                                | 監督                                        | 製作国                                          |
| ------------------------------ | ----------------------------------- | ------------------------------------------- | ----------------------------------------------- |
|                                | Apprentice                          | ブー・ユンファン                            | シンガポール                                    |
|                                | Câini                               | ボグダン・ミリカ                            | ルーマニア                                      |
| はじまりへの旅                 | Captain Fantastic                   | マット・ロス                                | アメリカ合衆国                                  |
|                                | La Danseuse                         | ステファニー・ディ・ジュスト                | フランス                                        |
| 護送車の中で/クラッシュ        | اشتباك Eshtebak                     | モハメド・ディアブ                          | エジプト · フランス · ドイツ · アラブ首長国連邦 |
| 淵に立つ                       | N/A                                 | 深田晃司                                    | 日本                                            |
| 最後の追跡                     | Hell or High Water                  | デヴィッド・マッケンジー                    | アメリカ合衆国                                  |
| オリ・マキの人生で最も幸せな日 | Hymyilevä mies                      | ユホ・クオスマネン                          | フィンランド                                    |
|                                | La larga noche de Francisco Sanctis | フランシスコ・マルケス アンドレア・テスタ   | アルゼンチン                                    |
|                                | Me'ever laharim vehagvaot           | エラン・コリリン                            | イスラエル                                      |
|                                | أمور شخصية Omor shakhsiya           | マハ・ハジ                                  | イスラエル                                      |
|                                | Pericle il nero                     | ステファノ・モルディーニ                    | イタリア                                        |
| レッドタートル ある島の物語    | The Red Turtle                      | マイケル・デュドク・ドゥ・ヴィット          | フランス 日本                                   |
|                                | The Transfiguration                 | マイケル・オシェイ                          | アメリカ合衆国                                  |
|                                | Uchenik                             | キリル・セレブレニコフ                      | ロシア                                          |
| 海よりもまだ深く               | N/A                                 | 是枝裕和                                    | 日本                                            |
|                                | وارونگی Varoonegi                   | ベフナム・ベフザディ                        | イラン                                          |
|                                | Voir du pays                        | デルフィーヌ・クーラン ミュリエル・クーラン | フランス                                        |

### コンペティション外
コンペティション外では以下の作品が上映された。5月16日には、ベルナール＝アンリ・レヴィ監督の『Peshmerga』がスペシャル・スクリーニング作品のリストに追加された。
| 日本語題                                | 原題          | 監督                       | 製作国         |
| --------------------------------------- | ------------- | -------------------------- | -------------- |
| BFG: ビッグ・フレンドリー・ジャイアント | The BFG       | スティーヴン・スピルバーグ | アメリカ合衆国 |
| カフェ・ソサエティ                      | Café Society  | ウディ・アレン             | アメリカ合衆国 |
| 哭声/コクソン                           | 곡성 Goksung  | ナ・ホンジン               | 韓国           |
| マネーモンスター                        | Money Monster | ジョディ・フォスター       | アメリカ合衆国 |
| ナイスガイズ!                           | The Nice Guys | シェーン・ブラック         | アメリカ合衆国 |

| 日本語題                        | 原題                | 監督                       | 製作国         |
| ------------------------------- | ------------------- | -------------------------- | -------------- |
| ブラッド・ファーザー            | Blood Father        | ジャン＝フランソワ・リシェ | フランス       |
| 新感染 ファイナル・エクスプレス | 부산행 Bu-san-haeng | ヨン・サンホ               | 韓国           |
| ギミー・デンジャー              | Gimme Danger        | ジム・ジャームッシュ       | アメリカ合衆国 |

| 日本語題   | 原題                                   | 監督                                          | 製作国              |
| ---------- | -------------------------------------- | --------------------------------------------- | ------------------- |
|            | Le Cancre                              | ポール・ヴェキアリ                            | フランス            |
|            | شوف Chouf                              | カリム・ドリディ                              | フランス チュニジア |
| エグジール | Exil                                   | リティ・パニュ                                | カンボジア          |
|            | La Forêt de Quinconces                 | グレゴワール・ルプランス＝ランゲ              | フランス            |
|            | Hands of Stone                         | ジョナサン・ヤクボウィッツ                    | ベネズエラ          |
|            | Hissein Habré, une tragédie tchadienne | マハマト＝サレ・ハルーン                      | チャド              |
|            | La Mort de Louis XIV                   | アルベルト・セラ                              | スペイン            |
|            | L'ultima spiaggia                      | タノス・アナストプロス ダヴィデ・デル・デガン | イタリア            |
|            | Peshmerga                              | ベルナール＝アンリ・レヴィ                    | フランス            |
|            | Wrong Elements                         | ジョナサン・リテル                            | フランス ベルギー   |

### 短編映画
5,008本の応募作品のうち、以下の作品が上映された。
| 日本語題 | 原題                          | 監督                                  | 製作国                    |
| -------- | ----------------------------- | ------------------------------------- | ------------------------- |
|          | 4:15 P.M. Sfarsitul Lumii     | Catalin Rotaru, Gabi Virginia Sarga   | ルーマニア                |
|          | Après Suzanne                 | Félix Moati                           | フランス                  |
|          | Dreamlands                    | Sara Dunlop                           | イギリス                  |
|          | Fight on a Swedish Beach      | Simon Vahlne                          | スウェーデン              |
|          | Imago                         | Raymund Gutierrez                     | フィリピン                |
|          | La Laine sur le dos           | Lofti Achour                          | フランス チュニジア       |
|          | Madre                         | Simón Mesa Soto                       | コロンビア · スウェーデン |
|          | A moça que dançou com o diabo | João Paulo Miranda Maria              | ブラジル                  |
|          | Il Silenzio                   | Farnoosh Samadi Frooshani, Ali Asgari | イタリア                  |
|          | Timecode                      | Juanjo Gimenez                        | スペイン                  |

### シネファウンデーション
映画学校の生徒が製作した映画を上映する「シネファウンデーション」では以下の作品が上映された。
| 日本語題 | 原題                        | 監督                   | 製作国                                          |
| -------- | --------------------------- | ---------------------- | ----------------------------------------------- |
|          | 1 Kilogram                  | Park Young-Ju          | 韓国芸術総合学校 韓国                           |
|          | Ailleurs                    | Mélody Boulissière     | 国立装飾芸術学校 フランス                       |
|          | The Alan Dimension          | Jac Clinch             | 国立映画テレビ学校 イギリス                     |
|          | Anna                        | Or Sinai               | サム・スピーゲル映画テレビ学校 イスラエル       |
|          | Aram                        | Fereshteh Parnian      | リュミエール・リヨン第2大学 フランス            |
|          | Bei Wind und Wetter         | Remo Scherrer          | ルツェルン応用科学芸術大学 スイス               |
|          | Business                    | Malena Vain            | Universidad del Cine アルゼンチン               |
|          | La culpa probablemente      | Michael Labarca        | アンデス大学 ベネズエラ                         |
|          | Dobro                       | Marta Hernaiz Pidal    | film.factory ボスニア・ヘルツェゴビナ           |
|          | Gabber Lover                | Anna Cazenave Cambet   | Fémis フランス                                  |
|          | Gudh                        | Saurav Rai             | Satyajit Ray Film and TV Institute インド       |
|          | In the Hills                | Hamid Ahmadi           | ロンドン・フィルム・スクール イギリス           |
|          | A nyalintás nesze           | Andrasev Nadja         | モホリ＝ナジ美術大学 ハンガリー                 |
|          | Poubelle                    | Alexandre Gilmet       | INSAS ベルギー                                  |
|          | Las razones del mundo       | Ernesto Martínez Bucio | Centro de Capacitación Cinematográfica メキシコ |
|          | La santa che dorme          | Laura Samani           | イタリア国立映画実験センター イタリア           |
|          | Submarine                   | Mounia Akl             | コロンビア大学 芸術大学院 アメリカ合衆国        |
|          | Toate fluviile curg în mare | Alexandru Badea        | UNATC ルーマニア                                |

## 独立選出

### 国際批評家週間
国際批評家週間では、以下の作品が上映された。オープニング作品はジュスティーヌ・トリエ監督の『Victoria』、クロージング作品はサンドリーヌ・キベルラン監督の『Bonne figure』、レティシア・カスタ監督の『En moi』、クロエ・セヴィニー監督の『Kitty』の3作品である。なお、出品作品の一覧は2016年4月18日に発表された。
| 日本語題 | 原題                    | 監督                           | 製作国                                      |
| -------- | ----------------------- | ------------------------------ | ------------------------------------------- |
|          | Albüm                   | メフメット・ジャン・メルトグル | トルコ · フランス · ルーマニア              |
|          | Diamond Island          | デイヴィー・チョウ             | カンボジア フランス ドイツ                  |
|          | Grave                   | ジュリア・デュクルノー         | フランス · ルーマニア                       |
|          | Las Mimosas             | オリヴェル・ラセ               | スペイン モロッコ フランス カタール         |
|          | ربيع Rabi'h             | ヴァシュ・ブルグルジャン       | レバノン フランス アラブ首長国連邦 カタール |
|          | שבוע ויום Shavua ve yom | アサフ・ポロンスキー           | イスラエル                                  |
|          | A Yellow Bird           | K・ラジャゴーパル              | シンガポール フランス                       |

| 日本語題 | 原題                                             | 監督                           | 製作国            |
| -------- | ------------------------------------------------ | ------------------------------ | ----------------- |
|          | Apnée                                            | ジャン＝クリストフ・ムリス     | フランス          |
|          | Bonne figure                                     | サンドリーヌ・キベルラン       | フランス          |
|          | En moi                                           | レティシア・カスタ             | フランス          |
|          | Kitty                                            | クロエ・セヴィニー             | アメリカ合衆国    |
|          | מיומנו של צלם חתונות Myomano shel tzalam hatonot | ナダヴ・ラピド                 | イスラエル        |
|          | Los pasos del agua                               | セサル・アウグスト・アセヴェド | コロンビア        |
|          | I tempi felici verranno presto                   | アレッサンドロ・コモディン     | イタリア フランス |
|          | Victoria                                         | ジュスティーヌ・トリエ         | フランス          |

| 日本語題 | 原題                               | 監督                           | 製作国          |
| -------- | ---------------------------------- | ------------------------------ | --------------- |
|          | 阿尼 Arnie                         | リナ・B・ツォウ                | 台湾 フィリピン |
|          | Ascensão                           | ペドロ・ペラルタ               | ポルトガル      |
|          | Campo de víboras                   | クリステル・アルヴェス・メイラ | ポルトガル      |
|          | O delírio é a redenção dos aflitos | フィリペ・フェルナンデス       | ブラジル        |
|          | L'enfance d'un chef                | アントワーヌ・ドゥ・バリー     | フランス        |
|          | Limbo                              | コンスタンティナ・コツァマニ   | ギリシャ        |
|          | Oh What a Wonderful Feeling        | フランソワ・ジャロ             | カナダ          |
|          | Prenjak                            | ウレガス・バヌテジャ           | インドネシア    |
|          | Le Soldat vierge                   | エルヴァン・ル・デュック       | フランス        |
|          | Superbia                           | ルツァ・トート                 | ハンガリー      |

### 監督週間
監督週間では、以下の作品が上映された。オープニング作品はマルコ・ベロッキオ監督の『Fai bei sogni』、クロージング作品はポール・シュレイダー監督の『Dog Eat Dog』である。
| 日本語題               | 原題                         | 監督                           | 製作国                                    |
| ---------------------- | ---------------------------- | ------------------------------ | ----------------------------------------- |
| ディヴァイン           | Divines                      | ウーダ・ベニャミナ             | フランス                                  |
|                        | Dog Eat Dog                  | ポール・シュレイダー           | アメリカ合衆国                            |
|                        | L'Economie du Couple         | ヨアヒム・ラフォス             | フランス ベルギー                         |
|                        | L’Effet aquatique            | ソルヴェイグ・アンスパック     | フランス アイスランド                     |
|                        | Fai bei sogni                | マルコ・ベロッキオ             | イタリア フランス                         |
|                        | Fiore                        | クラウディオ・ジョヴァンネッシ | イタリア フランス                         |
| ぼくの名前はズッキーニ | Ma vie de courgette          | クラウド・バラス               | スイス フランス                           |
|                        | Mean Dreams                  | ネイサン・モーランド           | カナダ                                    |
|                        | Mercenaire                   | サーシャ・ヴォルフ             | フランス                                  |
|                        | Neruda                       | パブロ・ラライン               | チリ · アルゼンチン · フランス · スペイン |
|                        | La pazza gioia               | パオロ・ヴィルズィ             | イタリア フランス                         |
|                        | Poesía sin fin               | アレハンドロ・ホドロフスキー   | チリ · 日本 · フランス                    |
|                        | Raman Raghav 2.0             | アヌラグ・カシュヤップ         | インド                                    |
|                        | Risk                         | ローラ・ポイトラス             | アメリカ合衆国 ドイツ                     |
|                        | Tour de France               | ラシッド・ジャイダニ           | フランス                                  |
|                        | Two Lovers and a Bear        | キム・グエン                   | カナダ                                    |
|                        | Les Vies de Thérèse          | セバスティアン・リフシッツ     | フランス                                  |
|                        | گرگ و گوسفند Gorg o goosfand | シャールバヌー・サダット       | デンマーク · アフガニスタン               |

| 日本語題 | 原題                       | 監督                                          | 製作国       |
| -------- | -------------------------- | --------------------------------------------- | ------------ |
|          | Abigail                    | イザベル・ペノーニ ヴァレンティーナ・オーメン | ブラジル     |
|          | Chasse Royale              | ロマーヌ・ゲレ リズ・アコカ                   | フランス     |
|          | Decorado                   | アルベルト・ヴァスケス                        | スペイン     |
|          | Habat shel hakala          | タマル・ルドイ                                | イスラエル   |
|          | Happy End                  | ヤン・サスカ                                  | チェコ       |
|          | Hitchhiker                 | ジェロ・ユン                                  |              |
|          | Import                     | Ena Sendijarevic                              | オランダ     |
|          | قنديل البحر Kindil El Bahr | ダミアン・ウヌリ                              | アルジェリア |
|          | Léthé                      | Dea Kulumbegashvili                           | ジョージア   |
|          | Listening to Beethoven     | ガリ・バルディン                              | ロシア       |
|          | Zvir                       | ミロスラフ・シカヴィツァ                      | クロアチア   |

### ACID部門
ACID部門では、以下の作品が上映された。
| 日本語題 | 原題                                   | 監督                                                                       | 製作国            |
| -------- | -------------------------------------- | -------------------------------------------------------------------------- | ----------------- |
|          | Isola                                  | ファビアニー・ドゥシャン                                                   | フランス          |
|          | La Jeune Fille sans mains              | セバスティアン・ローデンバック                                             | フランス          |
|          | Madame B, histoire d'une nord-coréenne | ジェロ・ユン                                                               | フランス 韓国     |
|          | Le Parc                                | ダミアン・マニヴェル                                                       | フランス          |
|          | Sac la mort                            | エマニュエル・パロー                                                       | フランス          |
|          | Swagger                                | オリヴィエ・バビネ                                                         | フランス          |
|          | Tombé du ciel                          | ウィサム・チャラフ                                                         | フランス レバノン |
|          | Le Voyage au Groenland                 | セバスティアン・ベトベデ                                                   | フランス          |
|          | Willy 1er                              | ルドヴィク・ブケルマ ゾラン・ブケルマ マリエール・ゴティエ ユゴー・P・トマ | フランス          |

### カンヌ・クラシックス
カンヌ・クラシックスでは、以下の作品が上映された。
| 日本語題                                                             | 原題                              | 監督                         | 製作国                       | 製作年 |
| -------------------------------------------------------------------- | --------------------------------- | ---------------------------- | ---------------------------- | ------ |
| 蜜がいっぱい                                                         | Signore & signori                 | ピエトロ・ジェルミ           | イタリア フランス            | 1966年 |
| 男と女                                                               | Un homme et une femme             | クロード・ルルーシュ         | フランス                     | 1966年 |
|                                                                      | Faits divers                      | レイモン・ドゥパルドン       | フランス                     | 1983年 |
|                                                                      | Hospital                          | フレデリック・ワイズマン     | アメリカ合衆国               | 1970年 |
|                                                                      | Farrebique ou Les quatre saisons  | ジョルジュ・ルーキエ         | フランス                     | 1946年 |
|                                                                      | Die letzte Chance                 | レオポルト・リントベルク     | スイス                       | 1945年 |
|                                                                      | Dolina miru                       | フランツェ・シュティグリッチ | ユーゴスラビア               | 1956年 |
| イカリエ-XB1                                                         | Ikarie XB-1                       | インジフ・ポラーク           | チェコ                       | 1963年 |
|                                                                      | Jago hua savera                   | A・J・カルダール             | パキスタン                   | 1959年 |
| 低開発の記憶 メモリアス                                              | Memorias del subdesarrollo        | トマス・グティエレス・アレア | キューバ                     | 1968年 |
|                                                                      | Santi-Vina                        | Thavi Na Bangchang           | タイ                         | 1954年 |
|                                                                      | Szerelem                          | カーロイ・マック             | ハンガリー                   | 1971年 |
| ハワーズ・エンド                                                     | Howards End                       | ジェームズ・アイヴォリー     | イギリス 日本 アメリカ合衆国 | 1992年 |
| デカローグ 第5話「ある殺人に関する物語」 第6話「ある愛に関する物語」 | Dekalog, pięć Dekalog, sześć      | クシシュトフ・キェシロフスキ | ポーランド                   | 1990年 |
| 桃太郎 海の神兵                                                      | N/A                               | 瀬尾光世                     | 日本                         | 1945年 |
| 片目のジャック                                                       | One-Eyed Jacks                    | マーロン・ブランド           | アメリカ合衆国               | 1961年 |
| 惑星ソラリス                                                         | Солярис Solyaris                  | アンドレイ・タルコフスキー   | ソビエト連邦                 | 1972年 |
| 雨月物語                                                             | N/A                               | 溝口健二                     | 日本                         | 1953年 |
|                                                                      | Dragées au poivre                 | ジャック・バラティエ         | イタリア フランス            | 1963年 |
| 恋の掟                                                               | Valmont                           | ミロス・フォアマン           | フランス イギリス            | 1989年 |
| 愛慾                                                                 | Gueule d’amour                    | ジャン・グレミヨン           | フランス ドイツ              | 1937年 |
| 男性、女性                                                           | Masculin féminin: 15 faits précis | ジャン＝リュック・ゴダール   | フランス · スウェーデン      | 1966年 |
| インドシナ                                                           | Indochine                         | レジス・ヴァルニエ           | フランス                     | 1992年 |
| アデュー・ボナパルト                                                 | وداعاً بونابرت Weda'an Bonaparte   | ユーセフ・シャヒーン         | エジプト · フランス          | 1985年 |
| 恐怖の振子                                                           | The Pit and the Pendulum          | ロジャー・コーマン           | アメリカ合衆国               | 1961年 |
| 7月のランデヴー                                                      | Rendez-vous de juillet            | ジャック・ベッケル           | フランス                     | 1949年 |

| 日本語題 | 原題                                                      | 監督                                               | 製作国                                    | 製作年 |
| -------- | --------------------------------------------------------- | -------------------------------------------------- | ----------------------------------------- | ------ |
|          | Voyage à travers le cinéma français                       | ベルトラン・タヴェルニエ                           | フランス                                  | 2016年 |
|          | The Cinema Travelers                                      | シャーリー・エイブラハム アミット・マデシャ        | インド                                    | 2016年 |
|          | The Family Whistle                                        | ミシェル・ルッソ                                   | イタリア アメリカ合衆国                   | 2016年 |
|          | Cinema Novo                                               | Eryk Rocha                                         | ブラジル                                  | 2016年 |
|          | Midnight Return: The Story of Billy Hayes and Turkey      | サリー・サスマン                                   | アメリカ合衆国 イギリス ポルトガル トルコ | 2016年 |
|          | Bright Lights: Starring Carrie Fisher and Debbie Reynolds | アレクシス・ブルーム フィッシャー・スティーヴンス  | アメリカ合衆国                            | 2016年 |
|          | Gentleman Rissient                                        | ブノワ・ジャコ パスカル・メリゴー ギー・セリグマン | フランス                                  | 2015年 |
|          | Close Encounters with Vilmos Zsigmond                     | ピエール・フィルモン                               | フランス                                  | 2016年 |
|          | Et la femme créa Hollywood                                | Clara Kuperberg Julia Kuperberg                    | フランス                                  | 2015年 |
|          | Bernadette Lafont et Dieu créa la femme libre             | エスター・ホッフェンバーグ                         | フランス                                  | 2016年 |

| 日本語題         | 原題                 | 監督                       | 製作国            | 製作年 |
| ---------------- | -------------------- | -------------------------- | ----------------- | ------ |
| バンパイアの惑星 | Terrore nello spazio | マリオ・バーヴァ           | イタリア スペイン | 1965年 |
|                  | Tiempo de morir      | アルトゥーロ・リプスタイン | メキシコ          | 1966年 |

| 日本語題   | 原題     | 監督                     | 製作国         | 製作年 |
| ---------- | -------- | ------------------------ | -------------- | ------ |
| 恐怖の報酬 | Sorcerer | ウィリアム・フリードキン | アメリカ合衆国 | 1977年 |

## 審査員

### 公式選出
コンペティション部門
※コンペティション部門の審査員は2016年4月25日に発表された。
- ジョージ・ミラー（ オーストラリア/映画監督）審査員長[2][3]
- マッツ・ミケルセン（ デンマーク/俳優）[36]
- キルステン・ダンスト（ アメリカ合衆国/女優）[36]
- ドナルド・サザーランド（ カナダ/俳優）[36]
- ヴァレリア・ゴリノ（ イタリア/女優）[36]
- アルノー・デプレシャン（ フランス/映画監督）[36]
- ネメシュ・ラースロー（ ハンガリー/映画監督）[36]
- ヴァネッサ・パラディ（ フランス/女優・歌手）[36]
- カタユーン・シャハビ（ イラン/プロデューサー）[36]

ある視点部門
- マルト・ケラー（ スイス/女優）審査員長[4]
- ジェシカ・ハウスナー（英語版）（ オーストリア/映画監督・脚本家）
- ディエゴ・ルナ（ メキシコ/俳優・映画監督・プロデューサー）
- リューベン・オストルンド（ スウェーデン/映画監督）
- セリーヌ・サレット（ フランス/女優）

短編およびシネファウンデーション部門
- 河瀨直美（ 日本/映画監督）審査員長[5][6][37]
- マリ＝ジョゼ・クローズ（ カナダ フランス/女優）
- ジャン＝マリー・ラリュー（英語版）（ フランス/映画監督・脚本家）
- ラドゥ・ムンテアン（英語版）（ ルーマニア/映画監督・脚本家）
- サンティアゴ・ロサ（英語版）（ アルゼンチン/映画監督・劇作家）

カメラ・ドール
- カトリーヌ・コルシニ（ フランス/映画監督・女優）審査員長[7]
- ジャン＝クリストフ・ベルジョン（ フランス/映画批評家）
- アレクサンドル・ロドニヤンスキー（英語版）（ ウクライナ/映画監督・プロデューサー）
- イザベル・フリレー（ フランス/映画会社社長）
- ジャン＝マリー・ドルージュ（ フランス/撮影監督）

### 独立選出
国際批評家週間
- ヴァレリー・ドンゼッリ（ フランス/女優、映画監督、脚本家）審査員長[38]
- アリス・ヴィノクール（英語版）（ フランス/映画監督、脚本家）
- ナダヴ・ラピド（ イスラエル/映画監督、脚本家）
- デヴィッド・ロバート・ミッチェル（ アメリカ合衆国/映画監督、脚本家）
- サンティアゴ・ミトレ（ アルゼンチン/映画監督、脚本家）

### 独立賞
ルイユ・ドール
- ジャンフランコ・ロージ（ イタリア/映画監督）審査員長[39]
- アンヌ・アギオン（英語版）（ フランス アメリカ合衆国/映画監督、映画プロデューサー、脚本家）
- ナターシャ・レニエ（ ベルギー/女優）
- ティエリー・ガレル（ フランス/美術コンサルタント）
- アミール・ラバキ（ ブラジル/映画批評家、キュレーター）

クィア・パルム
- オリヴィエ・デュカステル（英語版）、ジャック・マルティノー（英語版）（ フランス/映画監督）審査員長[40][41]
- エミリー・ブリサヴォワン（ フランス/映画監督・女優）
- ジョアン・フェデリシ（ ブラジル/アーティスティックディレクター）
- マリー・ソヴィオン（ フランス/映画ジャーナリスト）

## 受賞結果
受賞結果は以下の通りである。

### 公式選出
コンペティション部門
- パルム・ドール - 『わたしは、ダニエル・ブレイク』（ケン・ローチ監督）
- グランプリ - 『たかが世界の終わり』（グザヴィエ・ドラン監督）
- 監督賞
  - 『エリザのために』（クリスティアン・ムンジウ監督）
  - 『パーソナル・ショッパー』（オリヴィエ・アサヤス監督）
- 脚本賞 - 『セールスマン』（アスガー・ファルハディ監督）
- 女優賞 - ジャクリン・ホセ（英語版）（『ローサは密告された』）
- 男優賞 - シャハブ・ホセイニ（英語版）（『セールスマン』）
- 審査員賞 - 『American Honey』（アンドレア・アーノルド監督）

ある視点部門
- ある視点賞 - 『オリ・マキの人生で最も幸せな日』（ユホ・クオスマネン監督）
- 審査員賞 - 『淵に立つ』（深田晃司監督）
- 監督賞 - 『はじまりへの旅』（マット・ロス監督）
- 脚本賞 - 『Voir du pays』（デルフィーヌ・クーラン（英語版）、ミュリエル・クーラン（英語版）監督）
- 特別賞 - 『レッドタートル ある島の物語』（マイケル・デュドク・ドゥ・ヴィット監督）

シネファウンデーション部門
- 第1位 - 『Anna』（Or Sinai監督）
- 第2位 - 『In the Hills』（Hamid Ahmadi監督）
- 第3位
  - 『A nyalintás nesze』（Andrasev Nadja監督）
  - 『La culpa probablemente』（Michael Labarca監督）

カメラ・ドール
- 『ディヴァイン』（ウーダ・ベニャミナ監督）

短編映画部門
- 短編映画パルム・ドール - 『Timecode』（Juanjo Gimenez監督）
- 特別表彰 - 『A moça que dançou com o diabo』（João Paulo Miranda Maria監督）

### 独立選出
国際批評家週間
- ネスプレッソ大賞 - 『Las Mimosas』（オリヴェル・ラセ（英語版）監督）
- フランス4ヴィジョナリー賞 - 『Albüm』（メフメット・ジャン・メルトグル監督）
- SACD賞 - 『Diamond Island』（デイヴィー・チョウ（英語版）監督）
- ライカ・シネディスカヴァリー短編映画賞 - 『Prenjak』 （ウレガス・バヌテジャ監督）
- Canal+賞 - 『L'enfance d'un chef』（アントワーヌ・ドゥ・バリー監督）
- ガン財団普及援助賞 - 『שבוע ויום Shavua ve yom』（アサフ・ポロンスキー監督

監督週間
- 芸術映画賞 - 『گرگ و گوسفند Gorg o goosfand』（シャールバヌー・サダット監督）
- SACD賞 - 『L’Effet aquatique』（ソルヴェイグ・アンスパック（英語版）監督）
- SACD特別表彰 - 『A Yellow Bird	』（フダ・ベニャミナ監督）
- ヨーロッパ・シネマ・ラベル賞 - 『Mercenaire』（サーシャ・ヴォルフ監督）
- イリー短編映画賞 - 『Chasse Royale』（ロマーヌ・ゲレ、リズ・アコカ監督）
- イリー特別表彰 - 『Zvir』 （ミロスラフ・シカヴィツァ監督）

### 独立賞
国際映画批評家連盟賞
- コンペティション部門 - 『ありがとう、トニ・エルドマン』（マーレン・アデ監督）
- ある視点部門 - 『Câini』（ボグダン・ミリカ監督）
- 独立選出(国際批評家週間) - 『Grave』（ジュリー・デュクルノー監督）

エキュメニカル審査員賞
- エキュメニカル審査員賞 - 『たかが世界の終わり』（グザヴィエ・ドラン監督）
- 特別表彰
  - 『わたしは、ダニエル・ブレイク』（ケン・ローチ監督）
  - 『American Honey』（アンドレア・アーノルド監督）

ルイユ・ドール
- ルイユ・ドール - 『Cinema Novo』（Eryk Rocha（英語版）監督）
- 特別表彰 - 『The Cinema Travelers』（シャーリー・エイブラハム、アミット・マデシャ監督）

クィア・パルム
- クィア・パルム - 『Les Vies de Thérèse』（セバスティアン・リフシッツ（英語版）監督）
- 短編映画クィア・パルム - 『Gabber Lover』（Anna Cazenave Cambet監督）

パルム・ドッグ賞
- パルム・ドッグ賞 - ネリー（『パターソン』）
- 審査員賞 - ジャック（『Victoria』）
- パルム・ドッグ人道賞 - ケン・ローチ（『わたしは、ダニエル・ブレイク』）

フランソワ・シャレ賞
- 『Uchenik』（キリル・セレブレニコフ監督）

ヴュルカン賞
- リュ・ソンヒェ（『お嬢さん』）

カンヌ・サウンドトラック賞
- クリフ・マルティネス（『ネオン・デーモン』）

### 特別賞
名誉パルム・ドール
- ジャン＝ピエール・レオー